# Lebruniodendron leptanthum
Lebruniodendron leptanthum är en ärtväxtart som först beskrevs av Hermann August Theodor Harms, och fick sitt nu gällande namn av J.Leonard. Lebruniodendron leptanthum ingår i släktet Lebruniodendron och familjen ärtväxter. Inga underarter finns listade i Catalogue of Life.